# Actinobacillus pleuropneumoniae
Actinobacillus pleuropneumoniae ist ein Bakterium, welches eine Lungen-Brustfell-Entzündung (Pleuropneumonie) beim Schwein – die sogenannte Actinobacillose der Schweine – verursacht.
A. pleuropneumoniae ist ein gramnegatives, unbewegliches, fakultativ anaerobes, kokkoides Stäbchen. Es bewirkt eine β-Hämolyse und ist in der Lage eine Kapsel auszubilden. In Differenzierungsversuchen zeigt er sich Urease-positiv, Indol-negativ und Lactose-negativ.
Der Krankheitserreger wird in zwei Biovare und 12 Serovare (aufgrund der Kapselantigene) unterteilt, wobei das eine Biovar die virulente Form ist, welche allerdings V-Faktor (also NAD) abhängig ist.
Virulenzfaktoren sind Kapselpolysaccharide (Phagozyteoseschutz), Membranproteine (Endo- und Exotoxine), Hämagglutinin (Hämolyse, Gefäßpermeabilitätsfaktoren) und Apx-Toxine (hämloytisch und zytotoxisch).
Die Übertragung erfolgt aerogen, also über eine Tröpfcheninfektion von kranken Schweinen auf gesunde Schweine. Der Erreger ist hochansteckend und weltweit verbreitet. Der Erregernachweis erfolgt über serologische oder bakteriologische Untersuchungen.